# Avenida

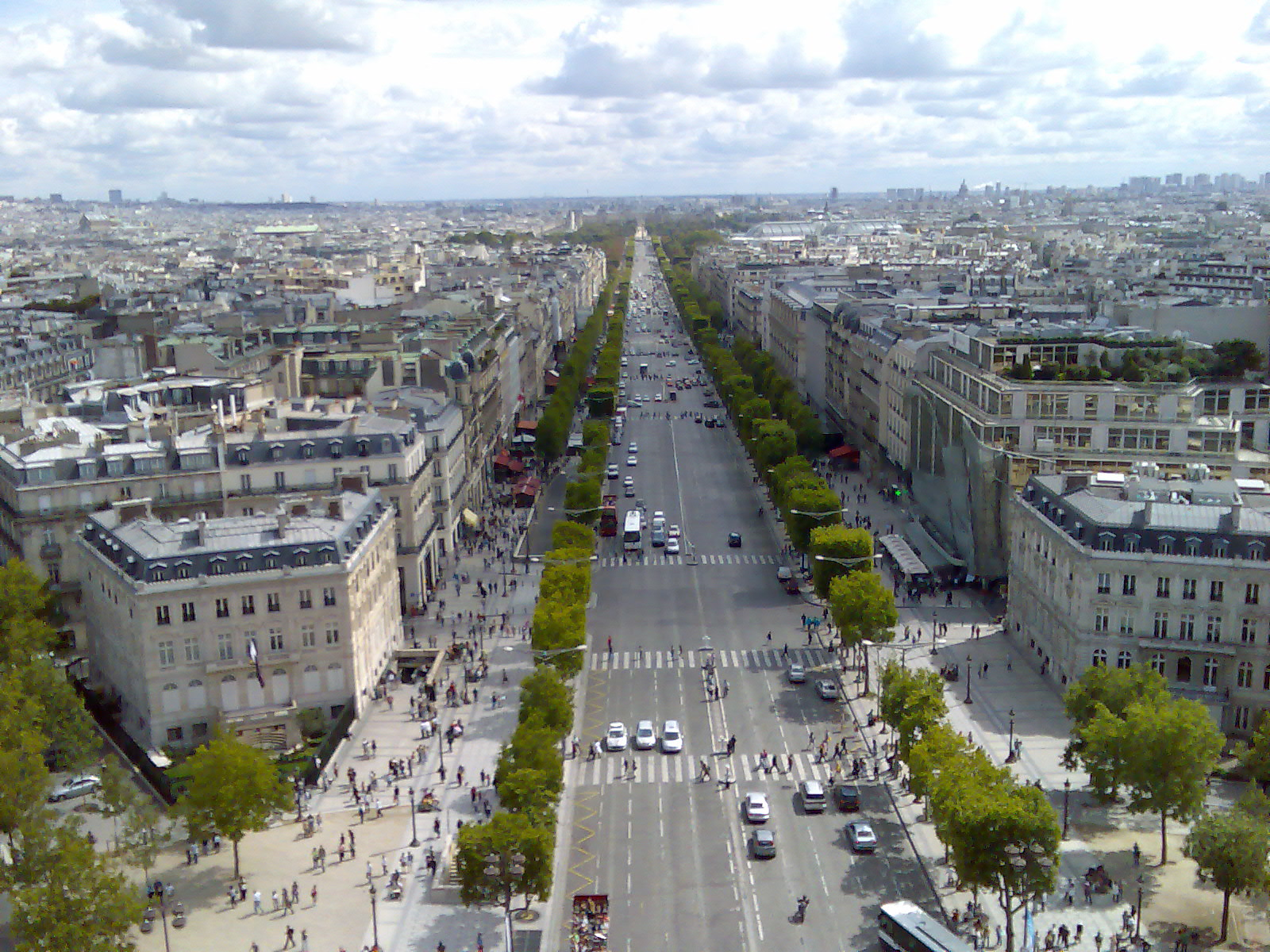
Avenida de los Campos Elíseos, en París.

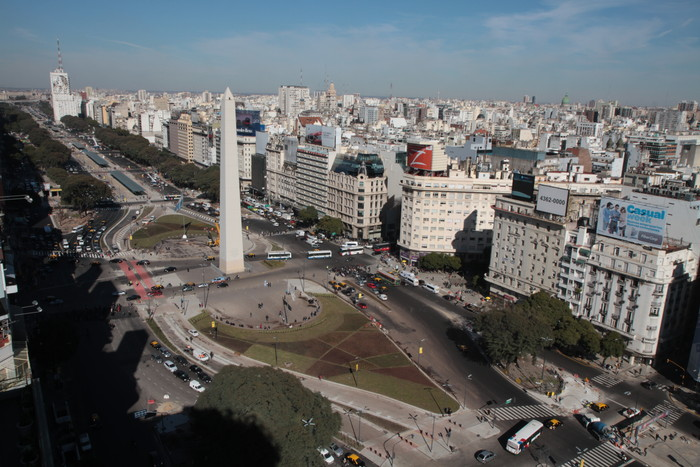
La avenida 9 de Julio de Buenos Aires.

Una avenida es una vía importante de comunicación dentro de una ciudad o asentamiento urbano. Generalmente una avenida tiene dos sentidos de circulación, lo que lo diferencia de la calle de sentido único.
El nombre viene de la avenida, Creciente impetuosa de un río o arroyo, puesto que las primeras avenidas se hicieron sobre cauces de avenidas antiguos. Por esta razón, además, los árboles crecen mejor en un terreno así.
Las avenidas soportan mayor circulación de vehículos. Son vías urbanas principales que comunican diferentes distritos de la ciudad y en las cuales convergen las vías secundarias. La diferencia en la denominación entre calles y avenidas es en cierto modo subjetiva y reside a menudo en la voluntad del ayuntamiento de dar más categoría a determinadas vías de circulación, que al ser calificadas como avenidas incrementan su valor en el mercado urbano.
Las avenidas responden a una mayor intervención en la planificación del trazado urbano basado en la combinación de calles, de configuración más recogida con mejor aprovechamiento del espacio, y las avenidas, que desahogan el tráfico del área. Se aprecia cómo en las ciudades las grandes avenidas se encuentran en los ensanches, demostrando una moderna preocupación por el diseño racional de una ciudad.

## Avenidas famosas
Entre las avenidas más famosas se pueden destacar:
- La Yonge Street de Toronto, Canadá. Es la avenida más larga del mundo con 56 km.
- La avenida 9 de Julio de Buenos Aires, Argentina. Es la avenida más ancha del mundo.[2]
- La avenida Diagonal (en catalán: Avinguda Diagonal) que cruza en diagonal toda Barcelona, España.
- Avenida Segunda en San Jose, Costa Rica
- La avenida de la Constitución, Sevilla, España.
- La Quinta Avenida (en inglés Fifth Avenue) en el centro de Manhattan, en Nueva York, Estados Unidos de América.
- La avenida de los Campos Elíseos (en francés Les Champs-Élysées) la principal avenida de París, Francia.
- La avenida Séptima, una de las principales avenidas de Bogotá.
- La avenida El Dorado, que conecta el Aeropuerto Internacional El Dorado con el centro de Bogotá.
- La avenida Paulista, en São Paulo, Brasil.
- La avenida Paseo de la Castellana en Madrid, España.
- La Kurfürstendamm, en Berlín, República Federal de Alemania. En los años de la Guerra Fría, era considerada un símbolo especial de progreso, bienestar y consumo que se podía alcanzar fuera de las sociedades socialistas.
- La avenida Javier Prado, en Lima, Perú. Conocida por ser una de las vías que conecta varios distritos.
- La avenida Paseo de la República es una de las principales avenidas de la ciudad de Lima.
- La avenida Caminos del Inca, en el distrito de Santiago de Surco, en Lima, Perú. Lleva ese nombre al estar sobre un antiguo camino inca.
- La avenida de los Insurgentes, uno de los principales ejes viales de la Ciudad de México, México.
- Paseo de la Reforma, una de las más representativas y emblemáticas vialidades de la Ciudad de México. Siendo además importante distrito financiero, cultural y de entretenimiento.
- La avenida Revolución, en la Zona Centro de Tijuana, México.
- La avenida Reforma, una de las principales vías de la  Ciudad de Guatemala, Guatemala.
- La avenida de los Shyris, en la zona norte de la ciudad de Quito, Ecuador.
- La avenida Nevski de San Petersburgo, en Rusia.
- La avenida Libertador General Bernardo O'Higgins, en Santiago de Chile, más conocida como "Alameda", y que contando sus extensiones Avenida Providencia y posterior Avenida Apoquindo, cruza de oriente a poniente la mayor parte de la Capital de Chile.
- Unter den Linden, en Berlín.
- La avenida Los Próceres de Caracas, Venezuela en honor a los Libertadores de Venezuela.